# Костино (Малоярославецкий район)
Ко́стино — деревня в Малоярославецком районе Калужской области. Входит в состав сельского поселения «Деревня Шумятино».

## География
Деревня находится на берегу реки Талинка, на расстоянии 7 км к юго-западу от города Малоярославец, административного центра района.

### Часовой пояс
Деревня Костино, как и вся Калужская область, находится в часовой зоне МСК (московское время). Смещение применяемого времени относительно UTC составляет +3:00.

## История
В 1782 году деревня находилась в составе Малоярославецкого уезда Калужской губернии.

## Население
| 2002 | 2010 |
| ---- | ---- |
| 0    | ↗5   |

## Примечание
1. 1 2  Всероссийская перепись населения 2010 года. Численность и размещение населения Калужской области (том 1)
2. ↑  Федеральный закон от 03.06.2011 № 107-ФЗ «Об исчислении времени», статья 5 (3 июня 2011).
3. ↑  Перепись 2002 года. Калужская область